# Eugeni Valderrama
Eugeni Valderrama Domènech (ur. 19 lipca 1994 w Tarragonie) – hiszpański piłkarz występujący na pozycji pomocnika w SD Huesca.